# نيك دي بوندت
نيك دي بوندت (بالهولندية: Nick de Bondt)‏ (21 أبريل 1994 بإيده في هولندا - ) هو لاعب كرة قدم هولندي في مركز الوسط. شارك مع منتخب هولندا تحت 17 سنة لكرة القدم ومنتخب هولندا تحت 19 سنة لكرة القدم. أما مع النوادي، فقد لعب مع أياكس أمستردام وغو أهد إيغلز ونادي دوردريخت وشباب أياكس.

## وصلات خارجية
- نيك دي بوندت على موقع الاتحاد الأوربي (الإنجليزية)
- نيك دي بوندت على موقع قاعدة بيانات كرة القدم.إي يو (الإنجليزية)
- نيك دي بوندت على موقع Soccerway.com (الإنجليزية)